# 香波尔城堡
香波爾城堡（法語：Château de Chambord）位於法國羅亞爾-謝爾省的香波爾，属法国文艺复兴式建筑，是卢瓦尔河谷城堡群的法式城堡中最容易辨認的其中一個。

## 歷史

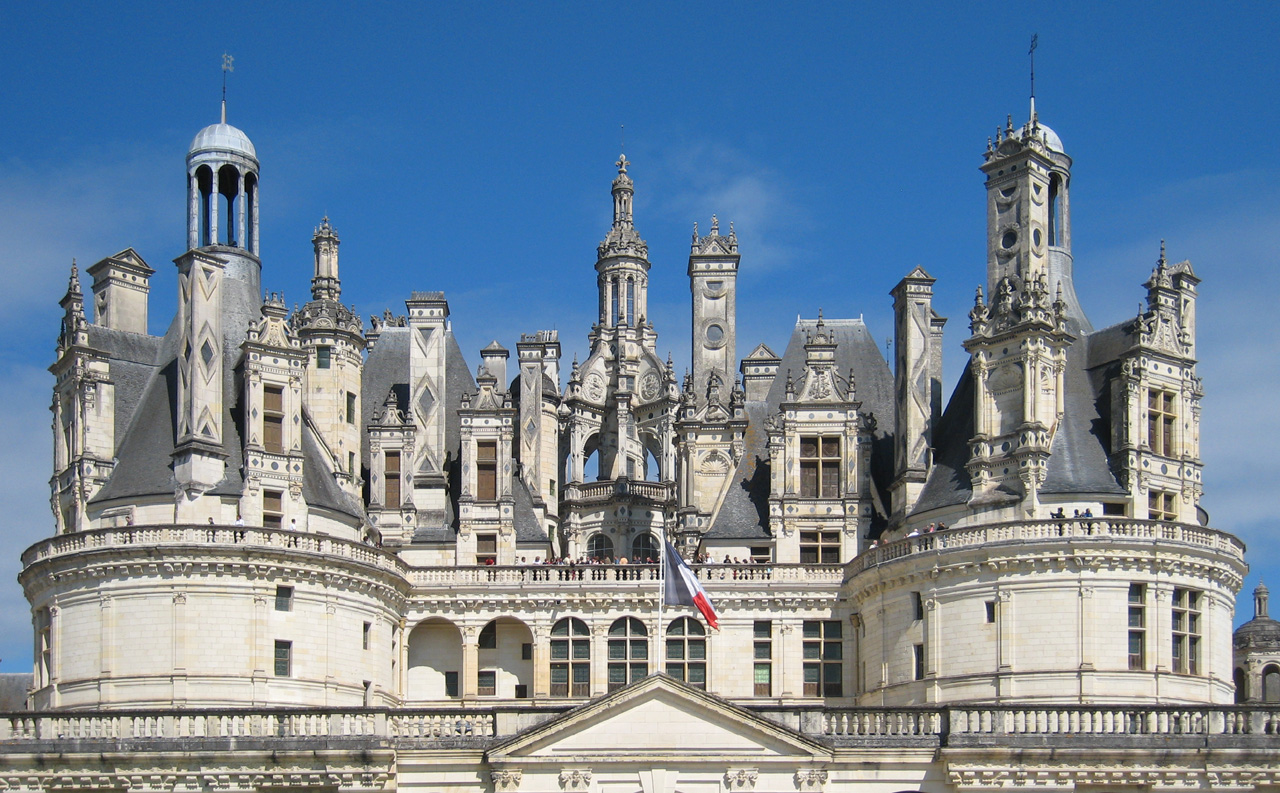
装饰繁复的尖顶

香波爾城堡是羅亞爾河流域城堡群中最大的城堡，位于法国中央卢瓦尔河大区的布卢瓦市以东15公里处，如今是法国的国家公园,历史上则是王室的狩猎行宫。它是欧洲最大的封闭式园林，城堡加上周围狩猎用的森林，占地总共是54.4平方公里，森林围墙周长32.2公里，相当于大概75个紫禁城，或者北京二环内的城区面积。城堡主体长156米、高56米、拥有77座楼梯、282座烟囱、440个房间，历时166年才最终建成。

## 弗朗索瓦一世与香波堡
1519年，由瓦盧瓦王朝的弗朗索瓦一世下令修建香波堡，然而他在1547年去世時也才完成主塔以及一座側翼。弗朗索瓦一世在位的33年中总共只在香波堡停留过72天。1539年，神圣罗马帝国皇帝查理五世曾来此与法国国王弗朗索瓦一世会面。两人为继承布列塔尼地区都曾希望娶布列塔尼女公爵克洛德为妻，而且查理五世是先于弗朗索瓦一世与克洛德订婚的。然而1514年弗朗索瓦一世抢先一步迎娶了克洛德，因此也将布列塔尼地区并入了法国。然而1524年克洛德病逝。法国与神圣罗马帝国也兵戎相见，弗朗索瓦一世在帕维亚战役中被查理五世俘虏，然而他却由此认识了查理五世的姐姐Eleanor，并迎娶后者为新的法国国王。因此1539年，弗朗索瓦一世在香波堡与查理五世会面时，两人已成情敌变成了亲家。
1547年，弗朗索瓦一世去世，他之后的7位继任者都在缓慢地继续着这项工程，直到1685年路易十四的年代，才最终完成了香波堡的建设。在所有应用的到的建筑材料中，香波爾城堡使用的来自卢瓦尔河谷地区既柔软又脆弱的石灰石，与其他众多城堡相比显得更为浑然天成。這座城堡集合了中世紀要塞的宏偉壯闊和義大利文藝復興的豐富內涵，卻沒有任何可以居住或是軍事防禦的實質功能。再加上地處偏僻，物資往來不便，歷任的國王都極少來此遊玩。
自弗朗索瓦一世1515年继位以来，他出征攻克了意大利的米兰省，这是其前任国王路易十二没有保留住的省份。返回法国后，为了纪念其在馬里尼亞諾的胜利，同时也是受到意大利文艺复兴风格的影响，雄心勃勃且痴迷于狩猎的弗朗索瓦一世开始修建香波爾城堡。在他的概念中，香波爾城堡完全保留了中世纪要塞的外观，包括一座城堡主塔，伴有四座大塔楼和两座侧翼建筑，一溜围墙围住整个建筑物。光看参差错落、装饰繁复的屋顶就好似一个小镇。其内饰也结合了法国与意大利文艺复兴时期风格。

## 城堡设计师之争

### 达芬奇说
达芬奇曾参与设计了结构类似的工程，而且他的手稿中也有不少设计在香波堡得到了体现，比如双螺旋阶梯。弗朗索瓦邀请达芬奇来法国很可能正是为了让他设计宫殿城堡、甚至规划城市。但是，达芬奇在香波堡动工前就去世了，香波堡的建造时也对最初的设计有过改动。

### Dominico da Cortona说
这位来自意大利的建筑师的确是受法国王室青睐的建筑师，结构与香波堡类似的巴黎市政厅就是他的作品。此外，他还制作过香波堡的模型并参与了实际建设工作。但是，巴黎市政厅项目是1533年才启动的，比香波堡晚14年，制作模型和参与建设也并不能证明他就是设计师。

### 弗朗索瓦一世说
这个说法认为无论是达芬奇还是Da Cortona其实都是参与了设计工作，而项目的规划、设计的调整、工程的实施其实都是由弗朗索瓦一世本人主导的。所以国王被俘期间，工程停顿了下来。而且，香波堡一方面着源自意大利的文艺复兴风格，一方面又有着与卢瓦尔河众多中世纪城堡一脉相承的法国风格，这说明设计师应该不是纯粹来自意大利的达芬奇或者Da Cortona。

## 城堡的4大亮点

### 双螺旋阶梯
两条阶梯围绕中间一颗空心的圆柱，从直径与圆周相交的两个位置点开始，螺旋上升。如果两个人同时从两个楼梯上楼，双方会多次看到对方，但却永远不会在阶梯上相遇。人们在达芬奇的手稿中发现了如出一辙的设计，并由此推断双螺旋阶梯是他的设计作品。有人认为，这个设计是为了防止国王的情妇们在楼梯上撞见而造成尴尬和争执。甚至最初的设计可能是一个四螺旋阶梯，把每层分隔成各自独立的四个套房。也就是说，每个套房只能通过自己的那条阶梯到达。那住在不同套房里的情妇们就很难碰见，国王也就可以少花些精力来处理她们间的矛盾了。另一种观点认为，这是一种源于军事用途的设计：为保证一座防御塔中的士兵不至于被敌军收买而全部叛变，让他们从彼此不通的路径进入防御位置。这样就在战时防止整个塔楼失去防御功能。

### 主堡顶部的天台
它虽然并不太高，但仍会给人一种俯瞰世间的超然之感，,露台是用来方便王室的女性和未成年成员居高临下、淡定惬意地观赏狩猎活动的。 

### 弗朗索瓦一世的套房
弗朗索瓦一世把他的套房建在了东边的侧翼而不是主堡中，而其他的王后套房、总督套房、公主套房等都在主堡中。为了方便侧翼与主堡间的沟通，北塔内部结构也被翻转了180度。一般来讲帝王喜欢居于正中，但弗朗索瓦一世将套房建在东边的侧翼，其中原因众说纷纭没有定论。

### 主堡3楼大厅的拱顶雕刻
在众多的象征弗朗索瓦一世的蝾螈与F标志中，没有两个是完全一样的。这里的雕刻在挑战封建等级秩序，因为蝾螈的头上总是带着一顶皇冠。在欧洲的中世纪，皇帝是特指罗马帝国的君主，必须由教皇加冕才能得到承认。各领地上的其他君主只能称国王、公爵、伯爵等。弗朗索瓦一世仅为法兰西国王，并非罗马人民的皇帝。然而在香波堡，不仅蝾螈个个头戴皇冠，而且在城堡的最高位置也雕刻着皇冠的形状。

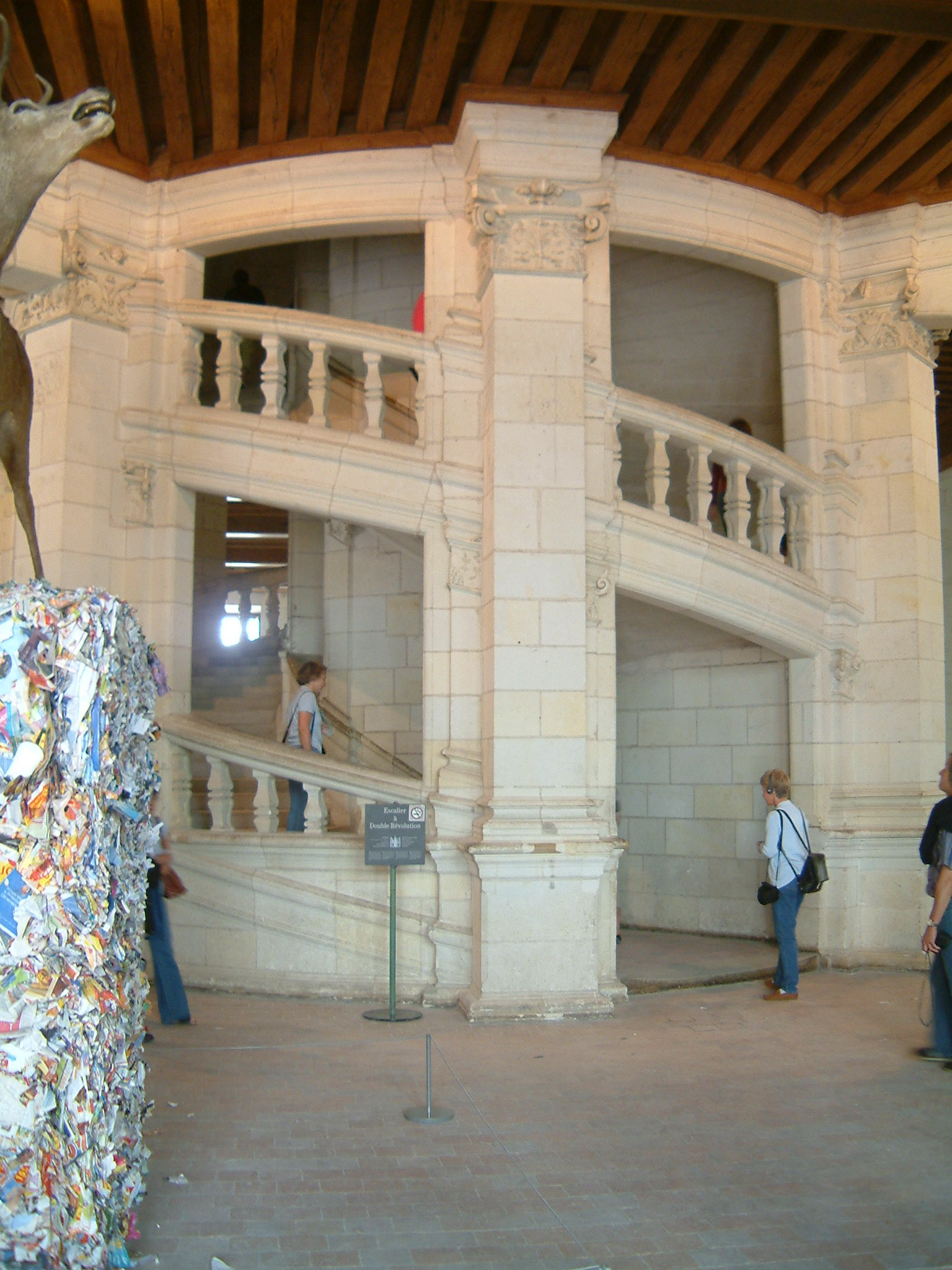
雙螺旋楼梯，地下

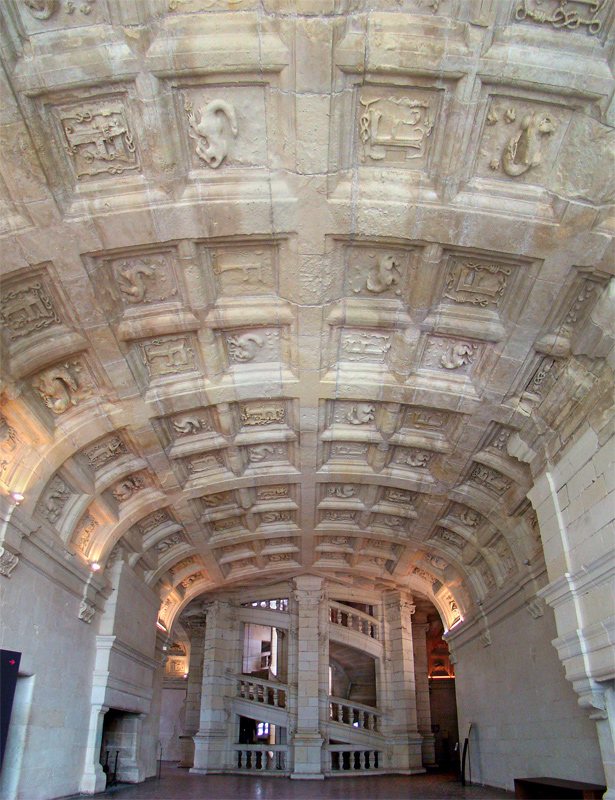
雙螺旋楼梯，二楼

## 外部連結
- Château de Chambord （页面存档备份，存于）
- Photos of Chambord （页面存档备份，存于）